# Alessandro Ghibellini
Alessandro Ghibellini (né le 15 octobre 1947 à Gênes) est un joueur de water-polo italien.
Il remporte la médaille d'argent lors des Jeux olympiques d'été de 1976 à Montréal. 
Il est le père d'Alberto Ghibellini.